# Trachymyrmex jamaicensis
Trachymyrmex jamaicensis är en myrart som först beskrevs av Andre 1893.  Trachymyrmex jamaicensis ingår i släktet Trachymyrmex och familjen myror.

## Underarter
Arten delas in i följande underarter:
- T. j. antiguensis
- T. j. cubaensis
- T. j. frontalis
- T. j. haytianus
- T. j. jamaicensis
- T. j. maritimus

## Bildgalleri

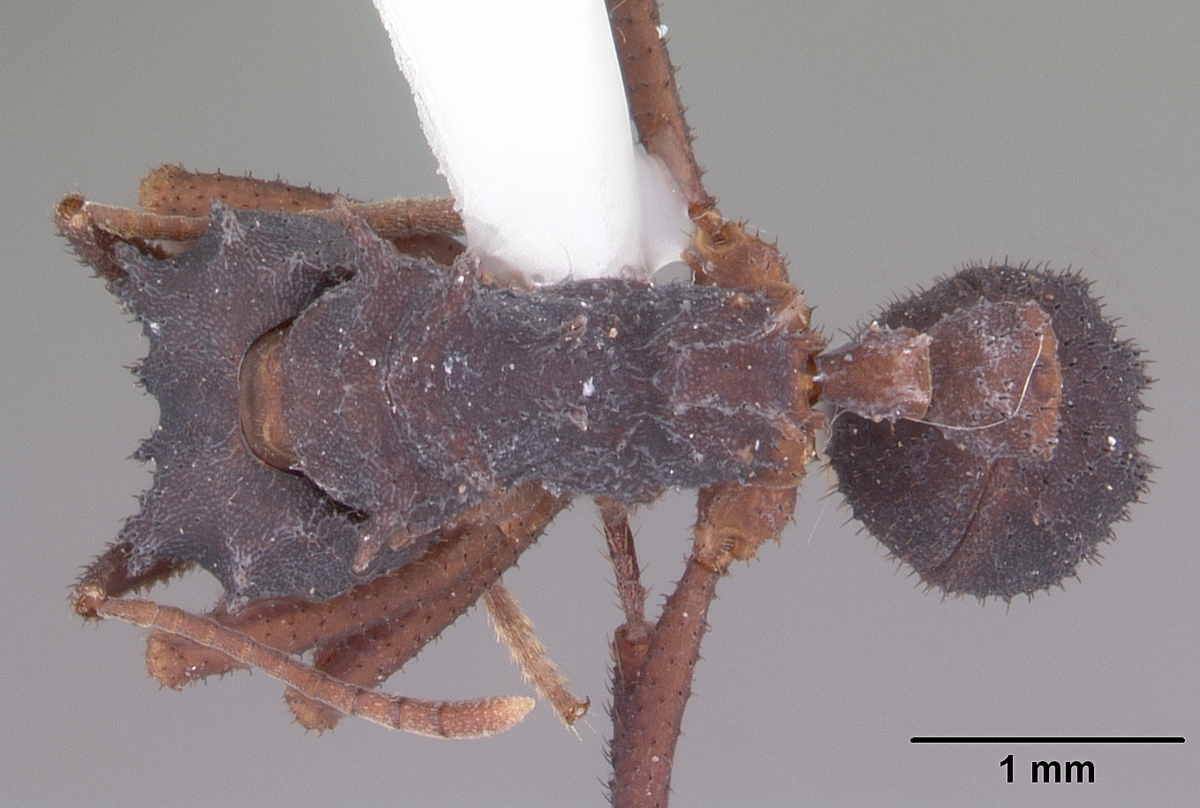
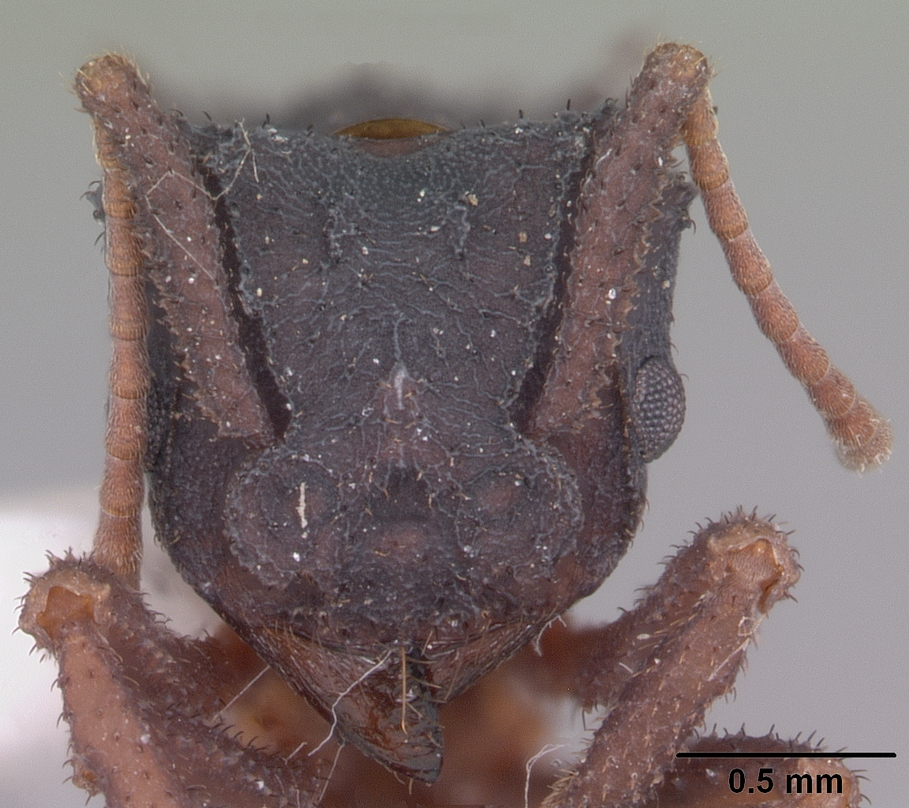
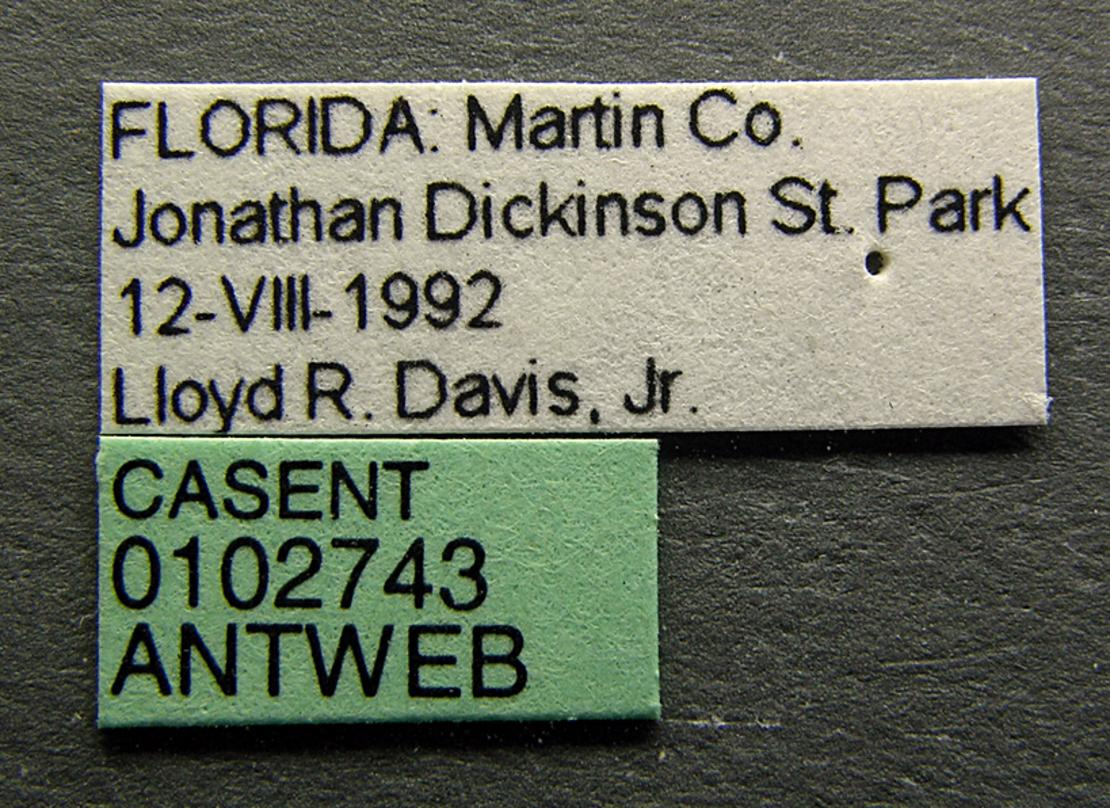
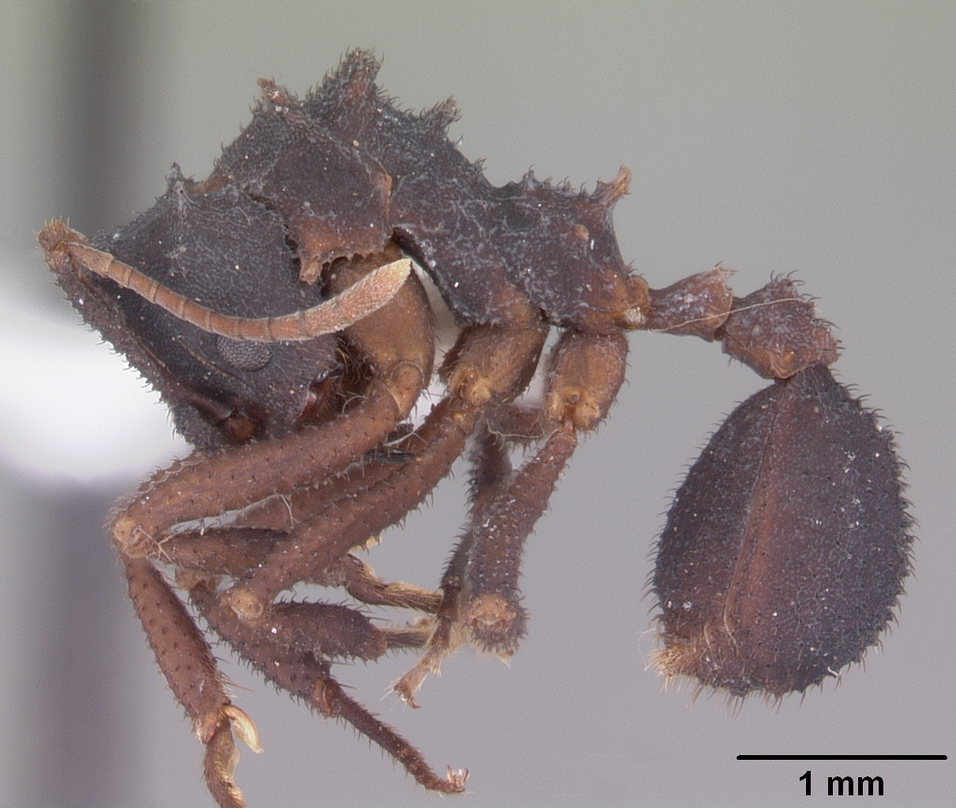
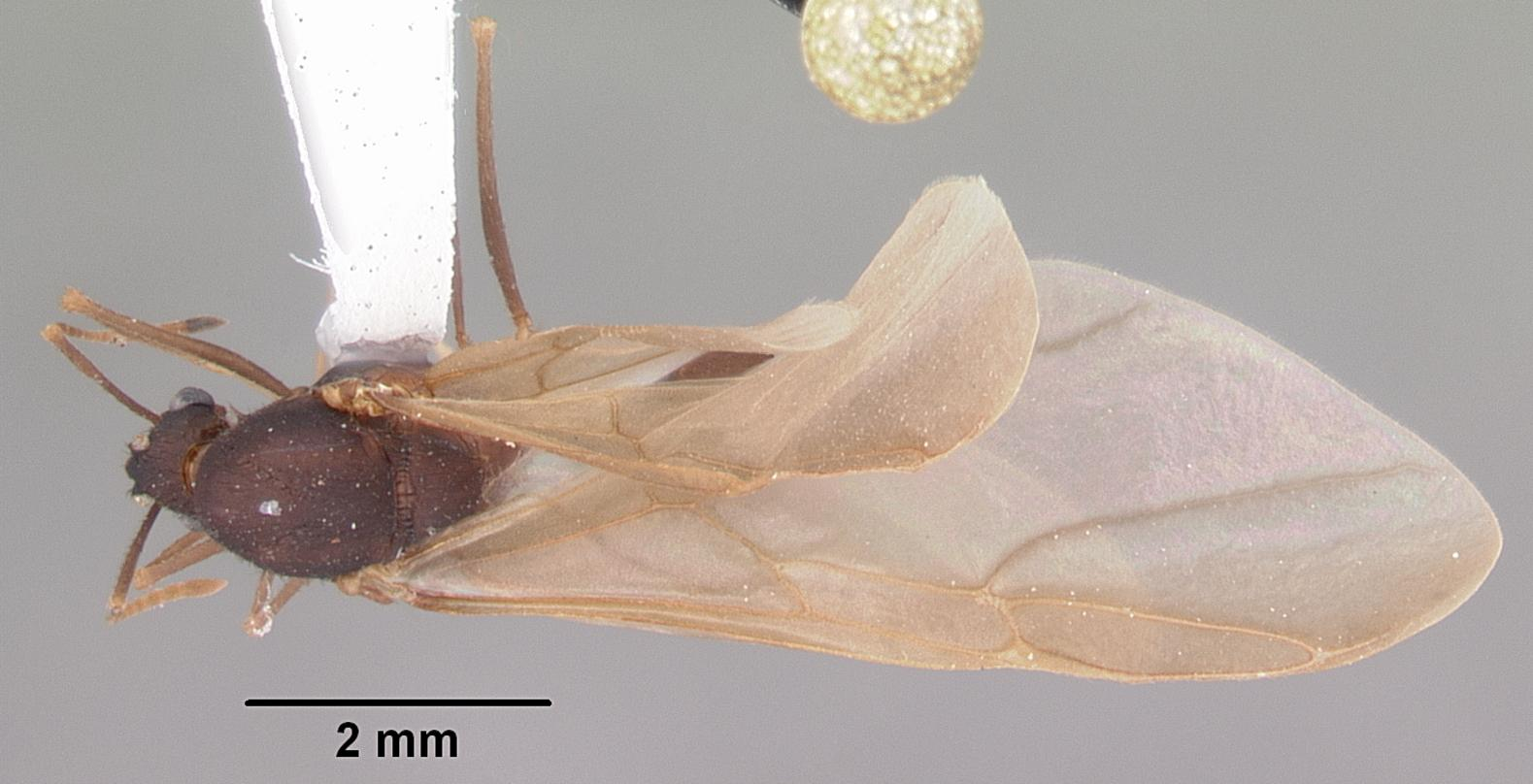
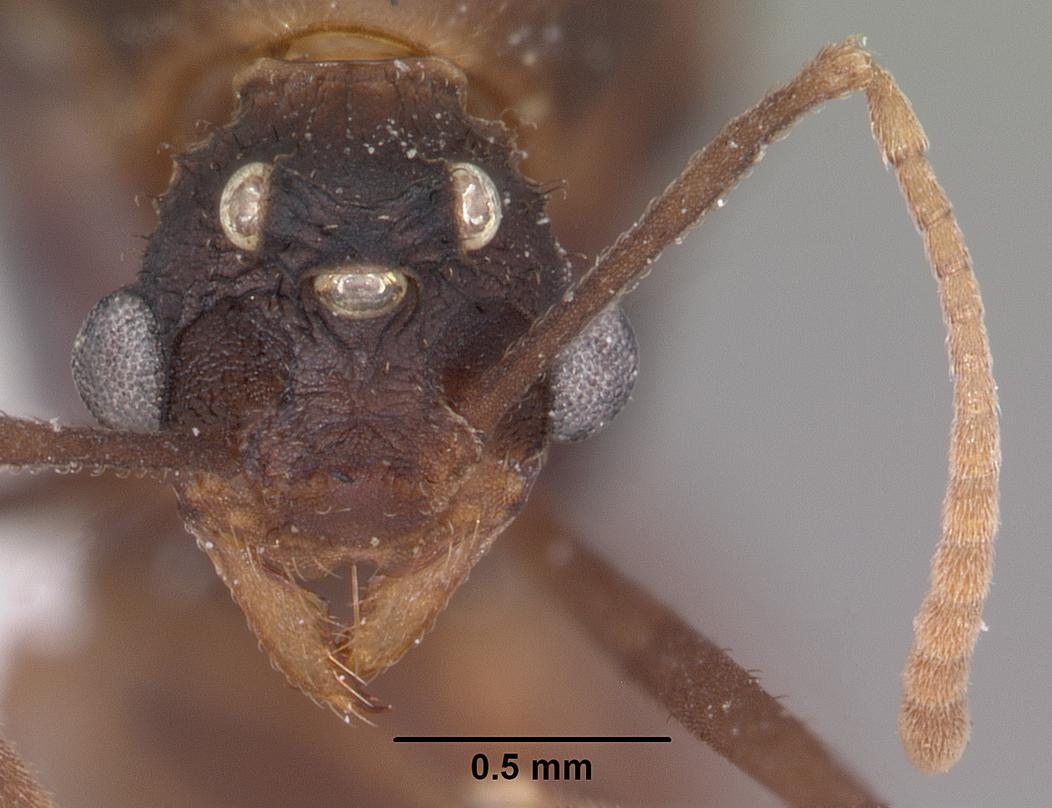